# Davidson (North Carolina)
Davidson is een plaats (town) in de Amerikaanse staat North Carolina, en valt bestuurlijk gezien onder Iredell County en Mecklenburg County.

## Demografie
Bij de volkstelling in 2000 werd het aantal inwoners vastgesteld op 7139.
In 2006 is het aantal inwoners door het United States Census Bureau geschat op 8760, een stijging van 1621 (22.7%).

## Geografie
Volgens het United States Census Bureau beslaat de plaats een oppervlakte van
13,1 km², waarvan 12,6 km² land en 0,5 km² water.

## Plaatsen in de nabije omgeving
De onderstaande figuur toont nabijgelegen plaatsen in een straal van 16 km rond Davidson.